# Keetmanshoop-Krönlein
Krönlein ist eine Vorstadt der namibischen Gemeinde Keetmanshoop im Süden des Landes. Sie ist Verwaltungssitz des Wahlkreises Keetmanshoop-Land und liegt als einziger Stadtteil nicht im Wahlkreis Keetmanshoop. Krönlein ist nach dem Missionar Johann Georg Krönlein benannt.
Das Stadtviertel verfügt über mehrere Schulen und ein Stadion. Zudem befindet sich hier der Südencampus der Universität von Namibia. Krönlein liegt östlich der Nationalstraße B1 und südliche der Hauptstraße C16.